# Gasthaus zum Pfeffer (Stetten im Remstal)

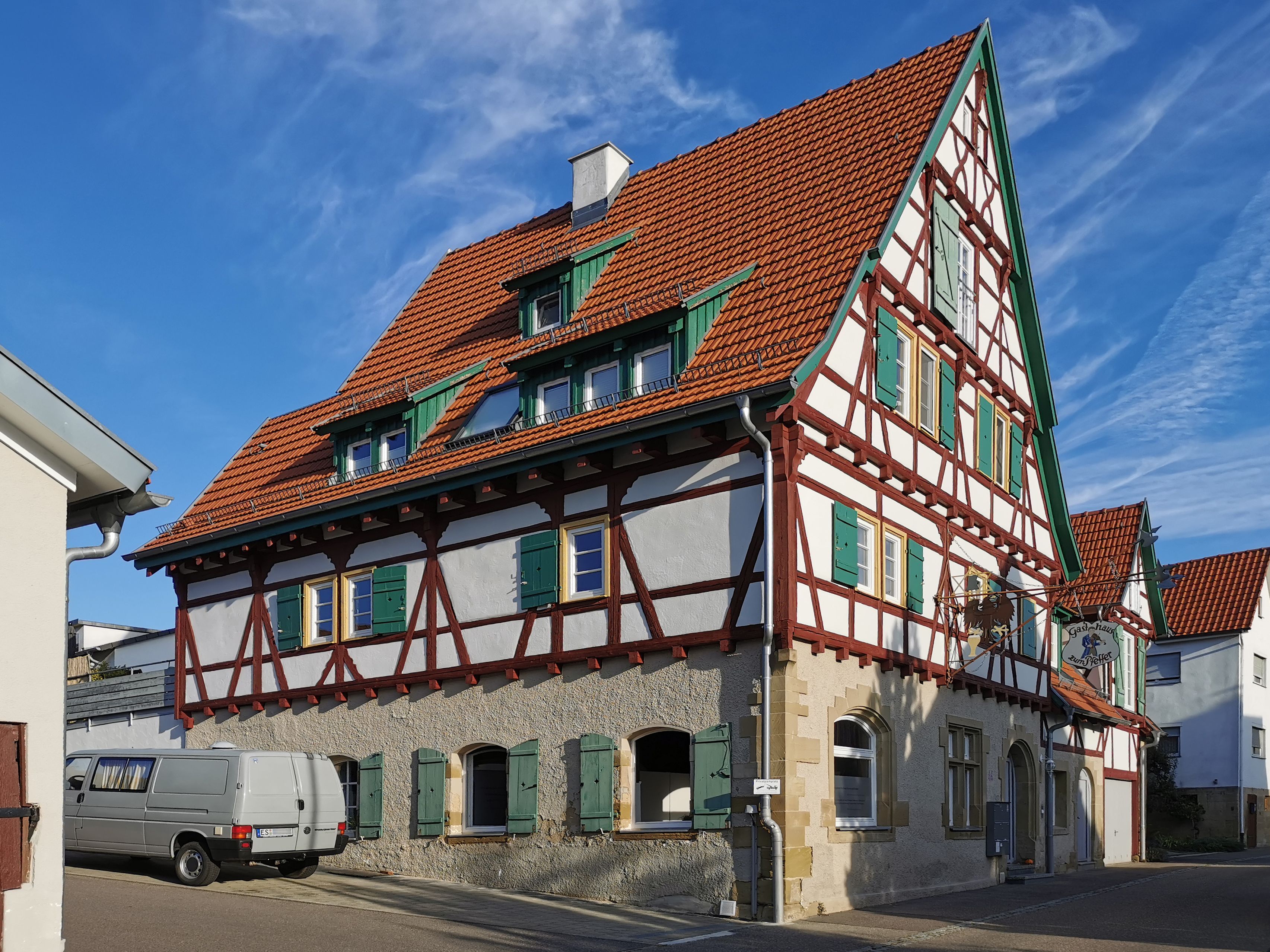
Gasthaus „Zum Pfeffer“ (2021)

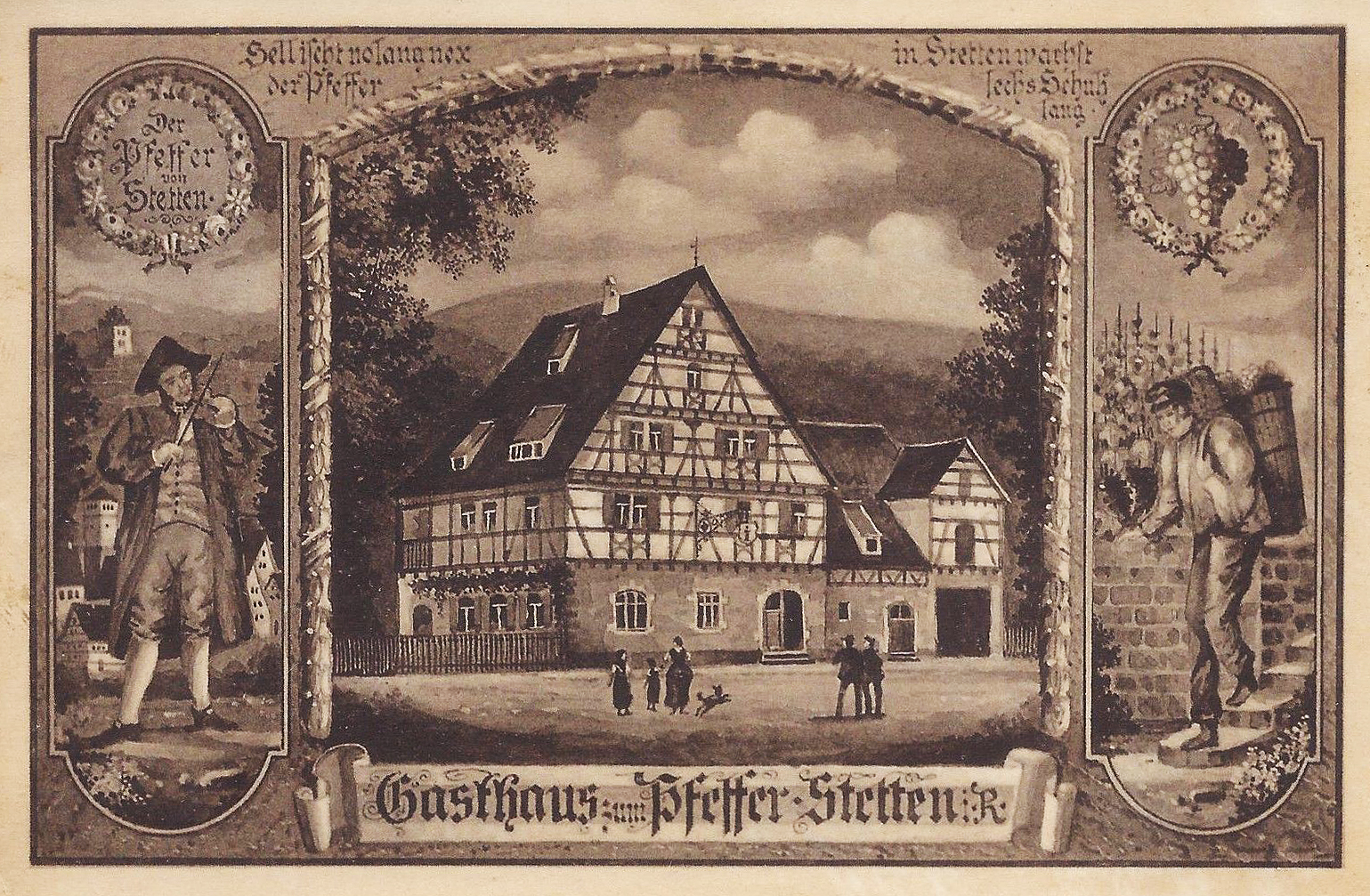
Postkarte vom Gasthaus (1910)

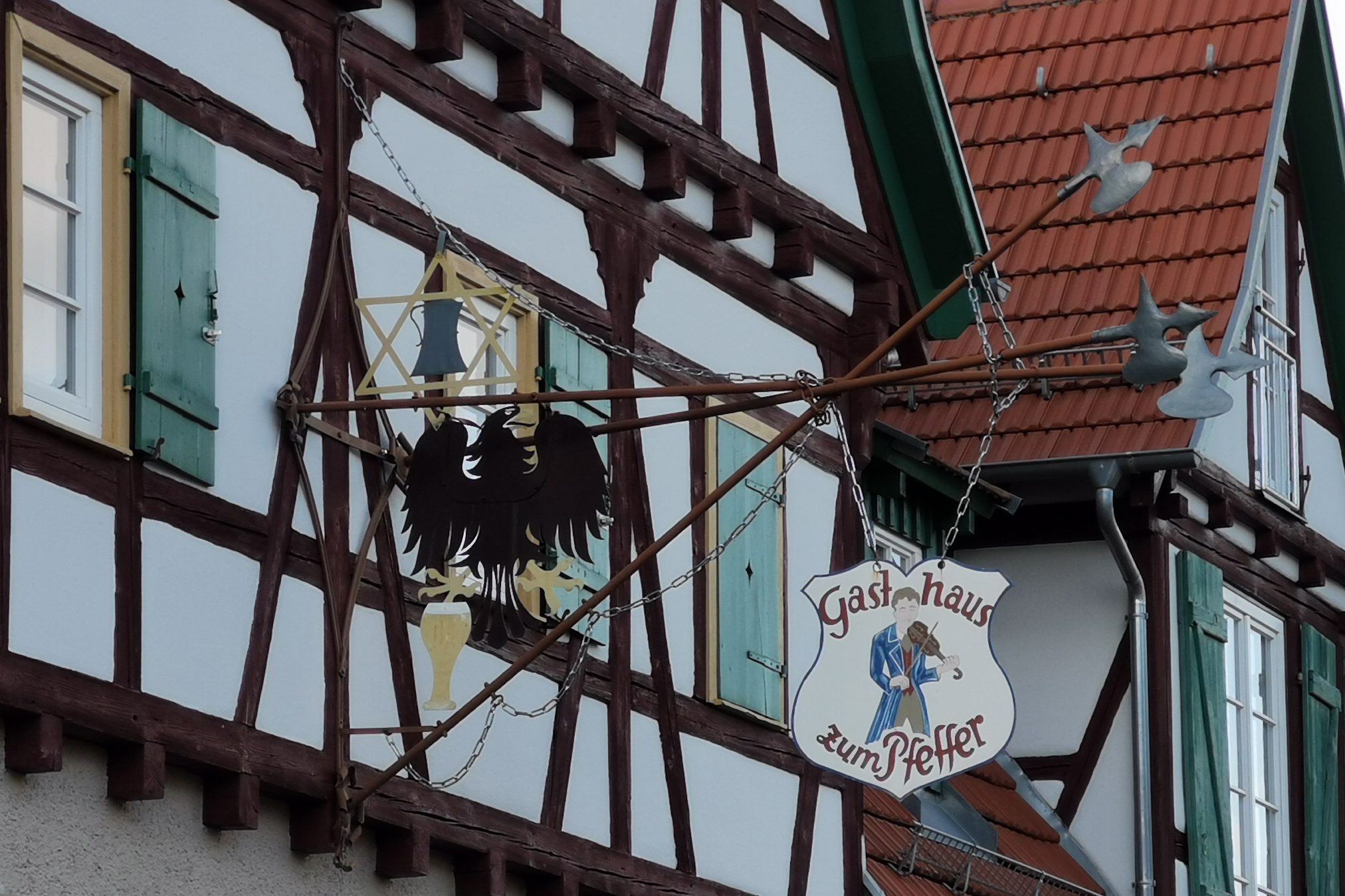
Wirtshausausleger vom Gasthaus

Das ehemalige Gasthaus „Zum Pfeffer“ ist ein Kulturdenkmal in der Pommerstraße 44 in Stetten im Remstal.

## Geschichte
Das Gebäude wurde von Albert Benz im Jahre 1902 entworfen und 1903 erbaut.
Früher wurde es als Hopfentrockenhaus für den Hopfen, der bis in die 1930er in den Waldrandlagen oberhalb des Gewann Häder angebaut wurden genutzt.
Die meisten Vereine von Stetten wurden dort gegründet. So wie beispielsweise 1908 der Turnverein Stetten i.R.
Bis kurz nach der Jahrtausendwende wurde es als Gaststätte genutzt.
Nachdem es jahrelang leerstand, wurde es 2010–2012 zum Wohnhaus umgebaut.

## Ausstattung
Das Gebäude besitzt im Gastraum Malereien über den Pfeffer von Stetten, von dem Kunstmaler Karl Vetter aus dem Jahre 1908. Vetter stammt aus Stetten und wurde 1880 als eines von elf Kindern einer Schreiner-Familie in der Grüntorstraße geboren.
Die Malereien befinden sich heute in einer Praxis für Physiotherapie.